# Simon Arnauld de Pomponne
Simon Arnauld de Pomponne, född i november 1618 i Paris, död den 26 september 1699 i Fontainebleau, var en fransk markis och statsman. Han var son till Robert Arnauld d'Andilly och sonson till Antoine Arnauld den äldre.
de Pomponne hade först efternamnet Briottes efter ett familjegods på moderns sida och därefter faderns namn, d'Andilly, tills han 1660 erhöll titeln markis de Pomponne. På 1640-talet fungerade han som generalintendent vid arméerna i Neapel och Katalonien. I början var han anhängare till jansenismen och Fouquets vän, men slöt sig efter Fouquets fall 1661 till Ludvig XIV. Kungen ansåg honom vara smidig och rätt person att ersätta Terlon som fransk ambassadör i Stockholm. Den 14 februari 1666 anlände Pomponne som fransk ambassadör i Stockholm för att påverka Sveriges politik i fransk anda. Men trots talang och möda kunde han inte förhindra att Sverige medlade i freden i Breda och biträdde trippelalliansen. Ludvig återkallade honom därför 1668 för att i stället använda honom i Haag.
de Pomponnes arbete i Sverige hade emellertid inte varit förgäves: Omkring honom hade bildats ett franskt parti med Magnus Gabriel De la Gardie i spetsen, och detta parti vann alltmer i styrka. Då underhandlingarna mellan Sverige och Frankrike återupptogs förklarade De la Gardie att Pomponne skulle vara lämpad att leda dem. På denna rekommendation sändes Pomponne 1671 åter till Sverige, där han och De la Gardie gemensamt agerade för Frankrikes intressen. Med Mathias Biörenclous död förlorade motpartiet i svenska rådet sin ledare. En annan gynnsam omständighet för de profranska var att Pomponne efter Lionne i september 1671 blev Frankrikes utrikesminister och sålunda kunde ge sina ord en ännu starkare vikt än förut.
Vid hans avresa i november 1671 var det nästan avgjort att Sverige skulle bli Ludvig XIV:s vapendragare. Det var Pomponnes största bragd. Hans ställning i Ludvigs kabinett var från första ögonblicket svår på avskedades grund av att han inte kunde försona sig med erövringspolitiken; hans konflikter med Colbert, Louvois och jesuiterna ledde till att han den 18 november 1679. Vid Louvois död 1691 återkallades Pomponne till rådsbordet och från 1696 ansågs han som faktisk utrikesminister, sedan denna post tillfallit hans måg markis de Torcy. Hans Mémoires utgavs av Mavidal (2 band, 1861–1863).